# Jiří Lanský
Jiří Lanský, mistr sportu (17. září 1933, Praha – 14. února 2017, Lázně Toušeň) byl československý sportovec, atlet, který se věnoval skoku do výšky. Reprezentant a mistr ČSR a ČSSR.
V roce 1951 se stal akademickým mistrem světa. Jako první československý výškař v historii překonal dvoumetrovou hranici. 1. května 1953 na závodech ve Staré Boleslavi skočil 201 cm. Na Mistrovství Evropy v atletice 1958 ve Stockholmu překonal jako první československý výškař stylem horine i výšku 210 cm a získal stříbrnou medaili. Celkově vytvořil sedm československých rekordů. Stříbro získal i na předešlém šampionátu ve švýcarském Bernu 1954, kde vybojoval bronz další československý výškař Jaroslav Kovář. Na Letních olympijských hrách 1960 v Římě skončil na 7. místě.

## Soutěže a reprezentace
- Mistr republiky 1954, 1958–60, 1963–64
- Vítěz X. roč. Velké ceny města Vyškova ve skoku Vysokém 1959
- Mezinárodní memoriál Evžena Rošického 1957 (2.), 1963 (3.), 1964 (3.)
- Účast v 28 mezistátních utkáních 1951–1964